# Serhii Kirsanov
Serhii Kirsanov (n. 2 ianuarie 1963, Sevastopol, RSS Ucraineană, URSS) este un caiacist ce a reprezentat Uniunea Republicilor Sovietice Socialiste, medaliat olimpic. A participat la 2 ediții ale Jocurilor Olimpice (1988, 1992) în care a câștigat o medalie de argint.